# Kanton Montréal (Aude)
Kanton Montréal (fr. Canton de Montréal) je francouzský kanton v departementu Aude v regionu Languedoc-Roussillon. Skládá se z devíti obcí.

## Obce kantonu
- Arzens
- Alairac
- Lavalette
- Montclar
- Montréal
- Preixan
- Rouffiac-d'Aude
- Roullens
- Villeneuve-lès-Montréal